# Meidericher Spielverein Duisburg 1966-1967
Questa voce raccoglie le informazioni riguardanti il Meidericher Spielverein Duisburg nelle competizioni ufficiali della stagione 1966-1967.

## Stagione
Nella stagione 1966-1967 il Duisburg, allenato da Hermann Eppenhoff, concluse il campionato di Bundesliga all'11º posto. In Coppa di Germania il Duisburg fu eliminato agli ottavi di finale dal Monaco 1860.

## Rosa
| N. |                     | Ruolo | Calciatore        |
| -- | ------------------- | ----- | ----------------- |
|    | Germania (bandiera) | P     | Bernd Becker      |
|    | Germania (bandiera) | P     | Manfred Manglitz  |
|    | Germania (bandiera) | P     | Erich Staude      |
|    | Germania (bandiera) | D     | Michael Bella     |
|    | Germania (bandiera) | D     | Hartmut Heidemann |
|    | Germania (bandiera) | D     | Werner Lotz       |
|    | Germania (bandiera) | D     | Manfred Müller    |
|    | Germania (bandiera) | D     | Detlef Pirsig     |
|    | Germania (bandiera) | D     | Günter Preuß      |
|    | Germania (bandiera) | D     | Johann Sabath     |

| N. |                        | Ruolo | Calciatore       |
| -- | ---------------------- | ----- | ---------------- |
|    | Germania (bandiera)    | C     | Werner Krämer    |
|    | Germania (bandiera)    | C     | Willibert Kremer |
|    | Paesi Bassi (bandiera) | C     | Heinz van Haaren |
|    | Germania (bandiera)    | A     | Pille Gecks      |
|    | Germania (bandiera)    | A     | Rüdiger Mielke   |
|    | Germania (bandiera)    | A     | Ludwig Nolden    |
|    | Serbia (bandiera)      | A     | Đorđe Pavlić     |
|    | Germania (bandiera)    | A     | Heinz Pflügge    |
|    | Germania (bandiera)    | A     | Carl-Heinz Rühl  |

## Organigramma societario
Area tecnica
- Allenatore: Hermann Eppenhoff
- Allenatore in seconda:
- Preparatore dei portieri:
- Preparatori atletici:

## Calciomercato

### Sessione estiva
| Acquisti | Acquisti         | Acquisti                | Acquisti |
| R.       | Nome             | da                      | Modalità |
| -------- | ---------------- | ----------------------- | -------- |
| P        | Bernd Becker     | Eintracht Gelsenkirchen |          |
| C        | Willibert Kremer | Hertha Berlino          |          |
| A        | Đorđe Pavlić     | Vojvodina               |          |

| Cessioni | Cessioni        | Cessioni           | Cessioni |
| R.       | Nome            | a                  | Modalità |
| -------- | --------------- | ------------------ | -------- |
| A        | Friedhelm Bruns | Eintracht Duisburg |          |
| D        | Vincenz Fuchs   | VfR Mannheim       |          |
| A        | Rudolf Schmidt  | Bayern Monaco      |          |
| A        | Heinz Versteeg  | Hamborn 07         |          |

## Risultati

### Bundesliga

#### Girone di andata
| Arbitro: | Malka |

|                         |           |  |
| van Haaren 30’ Lotz 78’ | Marcatori |  |

| Arbitro: | Herden |

|                                    |           |          |
| Volkert 70’ Hilpert 79’ Strehl 86’ | Marcatori | 67’ Rühl |

| Arbitro: | Jacobi |

|          |           |  |
| Rühl 89’ | Marcatori |  |

| Arbitro: | Ott |

|                               |           |                                     |
| Konietzka 34’, 68’ Rebele 35’ | Marcatori | 5’ Rühl 7’ Heidemann 58’ van Haaren |

| Arbitro: | Thier |

|          |           |  |
| Rühl 16’ | Marcatori |  |

| Braunschweig 24 settembre 1966, ore 16:00 CET 6ª giornata | Eintracht Braunschweig | 0 – 0 referto | Meidericher | Stadion an der Hamburger Straße (28 000 spett.)\| Arbitro: \| Betz \| |
| Arbitro:                                                  | Betz                   |               |             |                                                                       |

| Duisburg 1º ottobre 1966, ore 16:00 CET 7ª giornata | Meidericher | 0 – 0 referto | Stoccarda | Wedaustadion (20 000 spett.)\| Arbitro: \| Lutz \| |
| Arbitro:                                            | Lutz        |               |           |                                                    |

| Arbitro: | Redelfs |

|                    |           |  |
| Huberts 61’ (rig.) | Marcatori |  |

| Arbitro: | Wengenmayer |

|                       |           |                   |
| Herrmann 7’ Klose 86’ | Marcatori | 88’ (rig.) Nolden |

| Arbitro: | Seiler |

|         |           |                   |
| Lotz 6’ | Marcatori | 77’ Klimaschefski |

| Amburgo 29 ottobre 1966, ore 16:00 CET 11ª giornata | Amburgo   | 0 – 0 referto | Meidericher | Volksparkstadion (43 000 spett.)\| Arbitro: \| Kreitlein \| |
| Arbitro:                                            | Kreitlein |               |             |                                                             |

| Arbitro: | Niemeyer |

|                   |           |                                                  |
| Nolden 68’ (rig.) | Marcatori | 4’ Wosab 26’, 48’ Emmerich 35’ Held 50’ Trimhold |

| Arbitro: | Ohmsen |

|                          |           |          |
| Ohlhauser 25’ Müller 28’ | Marcatori | 34’ Lotz |

| Arbitro: | Ott |

|            |           |                        |
| Pavlić 82’ | Marcatori | 40’ (rig.) Hellingrath |

| Arbitro: | Linn |

|                                        |           |  |
| Straschitz 28’ Rodekamp 37’ Breuer 77’ | Marcatori |  |

| Arbitro: | Schulenburg |

|  |           |           |
|  | Marcatori | 27’ Dobat |

| Arbitro: | Schreiner |

|                                |           |                                    |
| Laumen 34’ Rupp 45’ Wimmer 86’ | Marcatori | 33’ Rühl 55’ van Haaren 62’ Kremer |

#### Girone di ritorno
| Arbitro: | Siebert |

|  |           |            |
|  | Marcatori | 11’ Müller |

| Arbitro: | Lutz |

|               |           |  |
| Rühl 13’, 72’ | Marcatori |  |

| Arbitro: | Heumann |

|               |           |         |
| Zebrowski 88’ | Marcatori | 8’ Rühl |

| Arbitro: | Redelfs |

|          |           |                         |
| Rühl 17’ | Marcatori | 22’ Kohlars 64’ Küppers |

| Arbitro: | Seiler |

|             |           |         |
| Overath 43’ | Marcatori | 3’ Lotz |

| Duisburg 25 febbraio 1967, ore 16:00 CET 23ª giornata | Duisburg | 0 – 0 referto | Eintracht Braunschweig | Wedaustadion (35 000 spett.)\| Arbitro: \| Riegg \| |
| Arbitro:                                              | Riegg    |               |                        |                                                     |

| Arbitro: | Spinnler |

|           |           |                                 |
| Gress 19’ | Marcatori | 18’ Gecks 52’ Krämer 67’ Pavlić |

| Duisburg 11 marzo 1967, ore 16:00 CET 25ª giornata | Duisburg | 0 – 0 referto | Eintracht Francoforte | Wedaustadion (26 000 spett.)\| Arbitro: \| Sturm \| |
| Arbitro:                                           | Sturm    |               |                       |                                                     |

| Arbitro: | Kreitlein |

|                                |           |  |
| Rühl 42’ Pirsig 68’ Krämer 87’ | Marcatori |  |

| Kaiserslautern 1º aprile 1967, ore 16:00 CET 27ª giornata | Kaiserslautern | 0 – 0 referto | Duisburg | Betzenbergstadion (13 000 spett.)\| Arbitro: \| Schreiner \| |
| Arbitro:                                                  | Schreiner      |               |          |                                                              |

| Arbitro: | Handwerker |

|                          |           |            |
| van Haaren 27’ Gecks 68’ | Marcatori | 88’ Dörfel |

| Arbitro: | Schulz |

|                                               |           |          |
| Libuda 1’ Held 42’ Emmerich 50’ Neuberger 51’ | Marcatori | 8’ Gecks |

| Duisburg 29 aprile 1967, ore 16:00 CET 30ª giornata | Duisburg | 0 – 0 referto | Bayern Monaco | Wedaustadion (20 000 spett.)\| Arbitro: \| Linn \| |
| Arbitro:                                            | Linn     |               |               |                                                    |

| Arbitro: | Tschenscher |

|           |           |                                              |
| Budde 41’ | Marcatori | 25’ Lotz 27’ van Haaren 57’, 69’, 87’ Krämer |

| Arbitro: | Wengenmayer |

|                                    |           |  |
| Rühl 40’ van Haaren 53’ Sabath 55’ | Marcatori |  |

| Arbitro: | Spinnler |

|                                 |           |  |
| Cieslarczyk 35’ Müller 72’, 85’ | Marcatori |  |

| Arbitro: | Picker |

|                     |           |                                  |
| Manglitz 87’ (rig.) | Marcatori | 14’ Rupp 80’ Netzer 85’ Pöggeler |

### Coppa di Germania
| Arbitro: | Eisemann |

|                       |           |                          |
| Ulsaß 44’ (rig.), 88’ | Marcatori | 6’, 52’ Rühl 115’ Krämer |

| Arbitro: | Regely |

|             |           |  |
| Grosser 83’ | Marcatori |  |

## Statistiche

### Statistiche di squadra
| Competizione      | Punti | In casa | In casa | In casa | In casa | In casa | In casa | In trasferta | In trasferta | In trasferta | In trasferta | In trasferta | In trasferta | Totale | Totale | Totale | Totale | Totale | Totale | DR |
| Competizione      | Punti | G       | V       | N       | P       | Gf      | Gs      | G            | V            | N            | P            | Gf           | Gs           | G      | V      | N      | P      | Gf     | Gs     | DR |
| ----------------- | ----- | ------- | ------- | ------- | ------- | ------- | ------- | ------------ | ------------ | ------------ | ------------ | ------------ | ------------ | ------ | ------ | ------ | ------ | ------ | ------ | -- |
| Bundesliga        | 33    | 17      | 7       | 6       | 4       | 19      | 14      | 17           | 3            | 7            | 7            | 21           | 28           | 34     | 10     | 13     | 11     | 40     | 42     | -2 |
| Coppa di Germania | -     | 0       | 0       | 0       | 0       | 0       | 0       | 2            | 1            | 0            | 1            | 3            | 3            | 2      | 1      | 0      | 1      | 3      | 3      | 0  |
| Totale            | 33    | 17      | 7       | 6       | 4       | 19      | 14      | 19           | 4            | 7            | 8            | 24           | 31           | 36     | 11     | 13     | 12     | 43     | 45     | -2 |

### Andamento in campionato
| Giornata  | 1 | 2  | 3 | 4 | 5 | 6 | 7 | 8 | 9 | 10 | 11 | 12 | 13 | 14 | 15 | 16 | 17 | 18 | 19 | 20 | 21 | 22 | 23 | 24 | 25 | 26 | 27 | 28 | 29 | 30 | 31 | 32 | 33 | 34 |
| --------- | - | -- | - | - | - | - | - | - | - | -- | -- | -- | -- | -- | -- | -- | -- | -- | -- | -- | -- | -- | -- | -- | -- | -- | -- | -- | -- | -- | -- | -- | -- | -- |
| Luogo     | C | T  | C | T | C | T | C | T | T | C  | T  | C  | T  | C  | T  | C  | T  | T  | C  | T  | C  | T  | C  | T  | C  | C  | T  | C  | T  | C  | T  | C  | T  | C  |
| Risultato | V | P  | V | N | V | N | N | P | P | N  | N  | P  | P  | N  | P  | P  | N  | V  | V  | N  | P  | N  | N  | V  | N  | V  | N  | V  | P  | N  | V  | V  | P  | P  |
| Posizione | 2 | 10 | 6 | 6 | 3 | 4 | 4 | 6 | 9 | 10 | 10 | 12 | 14 | 14 | 16 | 16 | 16 | 14 | 11 | 11 | 13 | 14 | 13 | 12 | 13 | 12 | 11 | 10 | 10 | 10 | 10 | 9  | 10 | 11 |

Legenda:

Luogo: C = Casa; T = Trasferta. Risultato: V = Vittoria; N = Pareggio; P = Sconfitta.

### Statistiche dei giocatori
| Giocatore     | Bundesliga | Bundesliga | Bundesliga  | Bundesliga | Coppa di Germania | Coppa di Germania | Coppa di Germania | Coppa di Germania | Totale   | Totale | Totale      | Totale     |
| Giocatore     | Presenze   | Reti       | Ammonizioni | Espulsioni | Presenze          | Reti              | Ammonizioni       | Espulsioni        | Presenze | Reti   | Ammonizioni | Espulsioni |
| ------------- | ---------- | ---------- | ----------- | ---------- | ----------------- | ----------------- | ----------------- | ----------------- | -------- | ------ | ----------- | ---------- |
| B. Becker     | 0          | 0          | 0           | 0          | 0                 | 0                 | 0                 | 0                 | 0        | 0      | 0           | 0          |
| M. Bella      | 30         | 0          | 0           | 0          | 2                 | 0                 | 0                 | 0                 | 32       | 0      | 0           | 0          |
| P. Gecks      | 18         | 3          | 0           | 0          | 1                 | 0                 | 0                 | 0                 | 19       | 3      | 0           | 0          |
| H. Heidemann  | 30         | 1          | 0           | 0          | 0                 | 0                 | 0                 | 0                 | 30       | 1      | 0           | 0          |
| W. Kremer     | 21         | 1          | 0           | 0          | 1                 | 0                 | 0                 | 0                 | 22       | 1      | 0           | 0          |
| W. Krämer     | 28         | 5          | 0           | 0          | 2                 | 1                 | 0                 | 0                 | 30       | 6      | 0           | 0          |
| W. Lotz       | 24         | 5          | 0           | 1          | 1                 | 0                 | 0                 | 0                 | 25       | 5      | 0           | 1          |
| M. Manglitz   | 34         | 1          | 0           | 0          | 2                 | 0                 | 0                 | 0                 | 36       | 1      | 0           | 0          |
| R. Mielke     | 0          | 0          | 0           | 0          | 0                 | 0                 | 0                 | 0                 | 0        | 0      | 0           | 0          |
| M. Müller     | 25         | 1          | 0           | 0          | 2                 | 0                 | 0                 | 0                 | 27       | 1      | 0           | 0          |
| L. Nolden     | 11         | 2          | 0           | 0          | 1                 | 0                 | 0                 | 0                 | 12       | 2      | 0           | 0          |
| Đ. Pavlić     | 26         | 2          | 0           | 0          | 2                 | 0                 | 0                 | 0                 | 28       | 2      | 0           | 0          |
| H. Pflügge    | 3          | 0          | 0           | 0          | 0                 | 0                 | 0                 | 0                 | 3        | 0      | 0           | 0          |
| D. Pirsig     | 14         | 1          | 0           | 0          | 1                 | 0                 | 0                 | 0                 | 15       | 1      | 0           | 0          |
| G. Preuß      | 19         | 0          | 0           | 0          | 2                 | 0                 | 0                 | 0                 | 21       | 0      | 0           | 0          |
| C. Rühl       | 32         | 11         | 0           | 0          | 2                 | 2                 | 0                 | 0                 | 34       | 13     | 0           | 0          |
| J. Sabath     | 26         | 1          | 0           | 0          | 1                 | 0                 | 0                 | 0                 | 27       | 1      | 0           | 0          |
| E. Staude     | 0          | 0          | 0           | 0          | 0                 | 0                 | 0                 | 0                 | 0        | 0      | 0           | 0          |
| H. van Haaren | 33         | 6          | 0           | 0          | 2                 | 0                 | 0                 | 0                 | 35       | 6      | 0           | 0          |